# Who’s That Chick?
Who’s That Chick? («Кто эта девушка?») — второй сингл с переиздания альбома французского диджея Давида Гетта One Love, в записи которого приняла участие Рианна. Релиз песни посредством цифровой дистрибуции состоялся 22 ноября 2010 года.

## Предыстория
В начале 2010 года, Давид Гетта сделал превью «Who’s That Chick?» на французской радиостанции, не углубляясь в детали её создания. Позже песня была выбрана в качестве основного сингла с готовившегося к переизданию альбома One Love, названного One More Love. Пластинка была выпущена через сеть 22 ноября 2010 года и в Великобритании 28 ноября.

## Список композиций
- US[4] / European Digital download

1. «Who’s That Chick?» (при участии Rihanna) — 2:47

- UK Digital download[5]

1. «Who’s That Chick?» (при участии Rihanna) — 3:19

- German CD single[6]

1. «Who’s That Chick?» (Original Version) (при участии Rihanna) — 3:19
2. «Who’s That Chick?» (FMIF! Remix) (при участии Rihanna) — 5:20

- AUS & US EP[7]

1. «Who’s That Chick?» (Adam F Remix) (при участии Rihanna) — 5:00
2. «Who’s That Chick?» (Extended Version) (при участии Rihanna) — 4:35
3. «Who’s That Chick?» (Instrumental Version) (при участии Rihanna) — 3:18

## Выступления в чартах
5 декабря 2010 года «Who’s That Chick?» дебютировала в Австралии на 36 месте.
23 января 2011 года она достигла 7 места. Дебютировав на 73 месте в Billboard Hot 100, композиция снова попала в него, оказавшись на 85 позиции, достигнув на третьей недели 51 места.
В Ирландии «Who’s That Chick?» дебютировал на 4 месте. В Великобритании композиция оказалась на 9 месте, позже достигнув 6 места. В ту же неделю, сингл достиг первого места в UK Dance Chart.
11 февраля стало известно о том, совместный трек Рианны и французского диджея Дэвида Гетты был снят из эфира европейских радиостанций из-за того, что в программе было слишком много песен исполнительницы. Гетта заявил, что с просьбой убрать композицию из эфира к радиостанциям обратился лейбл, издающий его записи.

## Результаты в чартах
| Чарт (2010-11)                      | Место |
| ----------------------------------- | ----- |
| Австралия (ARIA)                    | 7     |
| Австрия (Ö3 Austria Top 40)         | 4     |
| Бельгия/Фландрия (Ultratop 50)      | 6     |
| Бельгия/Валлония (Ultratop 50)      | 1     |
| Canadian Hot 100                    | 26    |
| Чехия (Rádio — Top 100)             | 23    |
| Дания (Tracklisten)                 | 26    |
| Финляндия (Suomen virallinen lista) | 5     |
| Франция (SNEP)                      | 6     |
| Германия (GfK)                      | 6     |
| German Download Charts              | 6     |
| Ирландия (IRMA)                     | 4     |
| Италия (FIMI)                       | 11    |
| Япония (Billboard Japan Hot 100)    | 43    |
| Нидерланды (Single Top 100)         | 12    |
| Новая Зеландия (Recorded Music NZ)  | 8     |
| Норвегия (VG-lista)                 | 5     |
| RT100                               | 50    |
| Словакия (Rádio — Top 100)          | 2     |
| Испания (PROMUSICAE)                | 5     |
| Швеция (Sverigetopplistan)          | 14    |
| Швейцария (Schweizer Hitparade)     | 8     |
| Official Charts Company             | 4     |
| Великобритания (OCC UK Singles)     | 6     |
| Великобритания (OCC UK Dance)       | 1     |
| США (Billboard Dance Club Songs)    | 1     |
| США (Billboard Pop Airplay)         | 33    |
| США (Billboard Hot 100)             | 51    |

| Чарт (2010)        | Позиция |
| ------------------ | ------- |
| Австралийский чарт | 91      |
| Немецкий чарт      | 90      |

| Страна         | Сертификации      |
| -------------- | ----------------- |
| Австралия      | Платиновый статус |
| Новая Зеландия | Золотой статус    |
| Великобритания | Серебряный статус |

## История релиза
| Регион         | Дата                | Формат               |
| -------------- | ------------------- | -------------------- |
| Австралия      | 22 ноября 2010 года | Цифровая дистрибуция |
| Бельгия        | 22 ноября 2010 года | Цифровая дистрибуция |
| Дания          | 22 ноября 2010 года | Цифровая дистрибуция |
| Финляндия      | 22 ноября 2010 года | Цифровая дистрибуция |
| Франция        | 22 ноября 2010 года | Цифровая дистрибуция |
| Германия       | 22 ноября 2010 года | Цифровая дистрибуция |
| Италия         | 22 ноября 2010 года | Цифровая дистрибуция |
| Голландия      | 22 ноября 2010 года | Цифровая дистрибуция |
| Испания        | 22 ноября 2010 года | Цифровая дистрибуция |
| Швеция         | 22 ноября 2010 года | Цифровая дистрибуция |
| США            | 22 ноября 2010 года | Цифровая дистрибуция |
| Германия       | 26 ноября 2010 года | CD-сингл             |
| Великобритания | 28 ноября 2010 года | Цифровая дистрибуция |